# Jaroslav Erik Frič
Jaroslav Erik Frič (ur. 14 sierpnia 1949 w Šumperku, zm. 24 maja 2019 w Brnie) – czeski poeta, muzyk, wydawca i organizator festiwali kultury podziemnej.

## Życiorys
Urodził się w 1949 roku w Šumperku, uczył się i studiował w szkołach w Ostrawie; tam też spędził rok ucząc się angielskiego, rosyjskiego, francuskiego i włoskiego w szkole językowej. W 1968 roku podróżował po Europie Zachodniej zaraz po egzaminach, spędzając większość czasu w Anglii i Szkocji. W tym czasie zarabiał na przykład jako busker. Powrócił do okupowanej Czechosłowacji i studiował język angielski i filozofię, najpierw w Ołomuńcu (Uniwersytet Palackiego), a następnie w Brnie (Uniwersytet Masaryka). Ukończył studia w 1974 roku. Nie chcąc współpracować z reżimem komunistycznym, pracował jako kelner aż do rewolucji w 1989 roku.
W 1969 r. Frič zaczął publikować w samizdaty, razem z innymi poetami Petrem Mikešem i Eduardem Zachą, w Ostrawie, a następnie w Ołomuńcu. Ich publikację, po dołączeniu do nich teologa i poety Rostislava Valuška, przekształciło się w linię książek o nazwie Texty přátel (Teksty przyjaciół). W 1973 r. Frič wraz z Jiřím Frišaufem i Jiřím Kuběną założyli „scenę mieszkalną” Šlépěj v okně, w Brnie, a później także w Vranov nad Dyjí i Podhradí, opublikowali samizdaty dla swoich najbliższych przyjaciół; głównie dzieła Josefa Šafaříka, Jiříego Kuběny, a także almanachów literackich, zwykle w 5 - 10 egzemplarzach.
W 1991 r. Założył wydawnictwo Votobia, które po przyłączeniu się kilku innych osób przeniosło się z Vranova Ołomuńca. Jednak po dwóch latach opuścił Votobię i założył wydawnictwo Vetus Via w Brnie. Od 2000 roku zorganizował w Brnie festiwal poezji Potulný dělník (Pracownik wędrowny). Założył także dwie organizacje pozarządowe: Proximus (2002; „aby wspierać ludzi należących do mniejszości, głównie rasowych, etnicznych i religijnych oraz wspierać ludzi upośledzonych społecznie lub ze względu na zdrowie”), które są związane z głębią czeskich tradycji i kultura, która organizuje wiele festiwali i innych projektów (takich jak Uši a vítr (Uszy i wiatr), które odbywają się w każdy czwartek i przedstawiają poetów i muzyków oraz Christiania (2006; „wspieranie kultury, pamięci narodowej i mniejszości”. Pracował jako redaktor naczelny BOX („co dwa lata rewija słowa-ruch-dźwięk-ruch-życie”) i Uši a vítr (miesięcznik „Potulná Akademie” (The Wandering Academy)), który nadał trzy scenariusze napisane przez niego, od 2006 r. ponownie zaczął występować jako busker, a następnie zaczął pisać codzienny blog. Jaroslav Erik Frič większość swojego życia spędził głównie w Brnie.
Zmarł we śnie o 5.45 w Brnie.

## Książki
- Białe głosy karuzeli – wiersze z lat 1986-1992, wyd. Vetus Via, Brno 1993, poezja
- Koń na biegunach i inne wiersze – z lat 1993–1995, wyd. Vetus Via, Brno 1998, poezja
- Ostatni autobus linii nocnej – wiersz z 2003 roku, muzyka Josefa Klíča, oba opublikowane przez Guerilla Records, 2006

## CD
- Jesteś winem Orkney – wiersze z lat 1996–2000, muzyka zespołu rockowego Brno Chvachtavy lachtan, wyd. Guerilla Records i Vetus Via, 2003
- Z kim skończyła się noc? – wiersze z lat 2001–2002, muzyka części Čvachtavý lachtan i wiolonczelisty Josefa Klíča

## Scenariusze radiowe
- Léon Bloy: Pielgrzym Absolutny, 2003
- Ivan M. Jirous: Poeta może się cieszyć, że jego sąsiad nie zabije go, 2004
- Josef Šafařík: W drodze do ostatniego - być pierwszy, 2005